# Roger William Gries

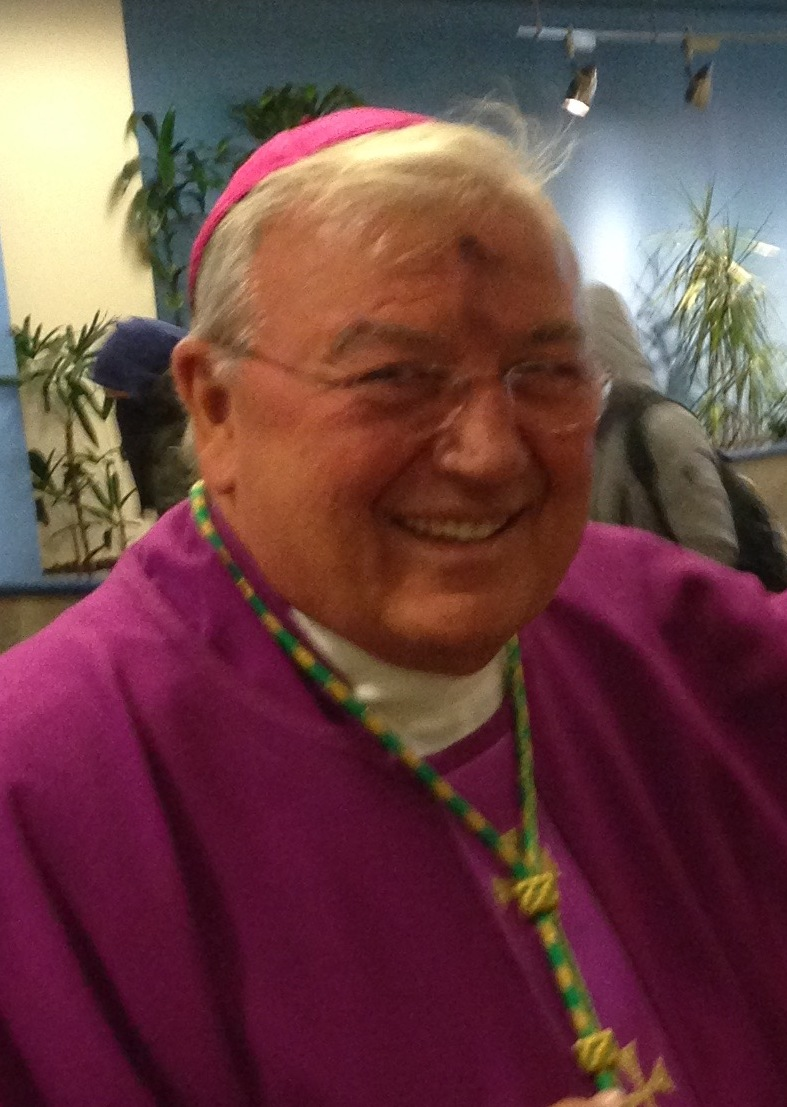
Weihbischof Roger William Gries OSB (2016)

Roger William Gries OSB (* 26. März 1937 in Cleveland) ist emeritierter Weihbischof in Cleveland.

## Leben
Roger William Gries trat der Ordensgemeinschaft der Benediktiner bei, legte die Profess am 11. Juli 1957 ab und empfing am 16. Mai 1963 die Priesterweihe.
Papst Johannes Paul II. ernannte ihn am 3. April 2001 zum Weihbischof in Cleveland und Titularbischof von Praesidium. Die Bischofsweihe spendete ihm Bischof von Cleveland, Anthony Michael Pilla, am 7. Juni desselben Jahres; Mitkonsekratoren waren die Weihbischöfe Alexander James Quinn und Anthony Edward Pevec aus Cleveland.
Papst Franziskus nahm am 1. November 2013 sein altersbedingtes Rücktrittsgesuch an.